# Kamikaze (navire)
Pour les articles homonymes, voir Kamikaze (homonymie).
Le Kamikaze (神風) fut le navire de tête de la classe Kamikaze de destroyer dans la Marine impériale japonaise. Il fut réalisé par le Chantier naval de Mitsubishi Heavy Industries à Nagasaki.

## Service
- Bataille du détroit de Malacca

### Sources
- (en) David Brown, Warship Losses of World War Two, Naval Institute Press, 1990, 256 p. (ISBN 1-55750-914-X)
- (en) Paul S. Dull, A Battle History of the Imperial Japanese Navy, 1941–1945, Naval Institute Press, 1978, 402 p. (ISBN 0-87021-097-1)
- (en) Stephen Howarth, The Fighting Ships of the Rising Sun : The Drama of the Imperial Japanese Navy, 1895–1945, Atheneum, 1983, 398 p. (ISBN 0-689-11402-8)
- (en) Hansgeorg Jentsura, Warships of the Imperial Japanese Navy, 1869–1945, US Naval Institute Press, 1976, 284 p. (ISBN 0-87021-893-X)
- (en) Andrew N. Nelson, Japanese–English Character Dictionary, Tuttle, 1967 (ISBN 0-8048-0408-7)
- (en) John Winton, Sink the Haguro : the last destroyer action of the Second World War, Saunders of Toronto Ltd, 1981, 182 p. (ISBN 0-85422-152-2)
- (en) M J Whitley, Destroyers of World War Two : An International Encyclopedia, Londres, Arms and Armour Press, 2000, 320 p. (ISBN 1-85409-521-8)
- (en) Anthony J Watts, Japanese Warships of World War II, Doubleday, 1967 (ISBN 978-0-385-09189-3)